# Francesco Giuseppe I del Liechtenstein
Francesco Giuseppe I del Liechtenstein (nato Franz Joseph Johannes Adam; Milano, 19 o 29 novembre 1726 – Metz, 18 agosto 1781) è stato il principe del Liechtenstein dal 1772 fino alla sua morte.

## Biografia

### Infanzia
Nacque a Milano figlio del Principe Emanuele del Liechtenstein (1700-1771) e di Maria Anna Antonia, Contessa di Dietrichstein-Weichselstädt Baronessa zu Hollenburg und Finkenstein (10 settembre 1706 – 7 giugno 1777). Francesco Giuseppe era il maggiore dei loro tredici figli. Era nipote del Principe Giuseppe Venceslao I a cui successe nel 1772.

### Carriera militare
Francesco Giuseppe venne riconosciuto quale erede del Principato del Liechtenstein dalla morte dell'unico figlio di Giuseppe Venceslao nel 1723 e fu proprio Giuseppe Venceslao a prendere Francesco Giuseppe sotto la propria protezione. Francesco Giuseppe lo seguì perciò nelle proprie campagne militari nel nord Italia e con lui combatté nella Battaglia di Piacenza, una favolosa vittoria del Sacro Romano Impero di cui il Liechtenstein era parte.
Nel 1763, Francesco Giuseppe viaggiò per conto dell'Imperatore in Spagna, dove si recò dalla futura moglie di Leopoldo per recarle un ritratto del giovane Arciduca d'Austria.
Nel 1767, divenne Consigliere Privato dell'Imperatore e nel 1771, ricevette l'onorificenza dell'Ordine del Toson d'oro.

### Matrimonio
Francesco Giuseppe sposò Maria Leopoldina Gräfin von Sternberg (Vienna, 11 dicembre 1733 – Feldsberg, 27 giugno 1809), membro della nobiltà boema, il 6 luglio 1750 a Valtice. La coppia ebbe otto figli.

### Principe del Liechtenstein

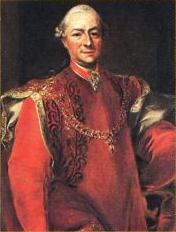
Francesco Giuseppe, principe del Liechtenstein, ritratto nel XVIII secolo

Quando Francesco Giuseppe divenne Principe del Liechtenstein, egli mostrò grande interesse per le problematiche finanziarie che affliggevano lo stato, non impedendogli ad ogni modo di incrementare la collezione d'arte della famiglia reale del Liechtenstein.

### Morte

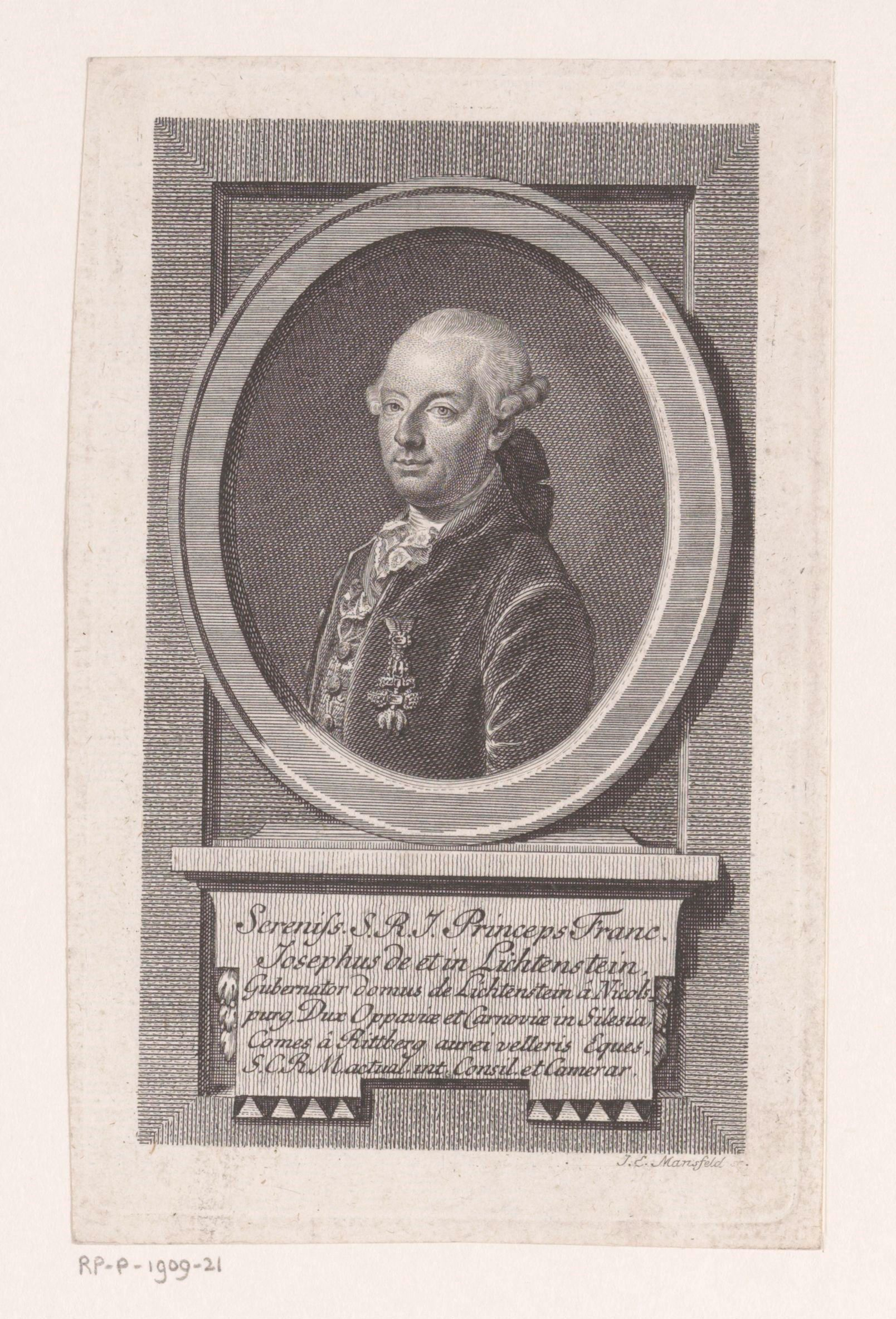
Francesco Giuseppe del Liechtenstein in una stampa d'epoca

Francesco Giuseppe del Liechtenstein morì il 18 agosto 1781 a Metz.

## Discendenza
Francesco Giuseppe del Liechtenstein e Maria Leopoldina Gräfin von Sternberg ebbero:
- Giuseppe Francesco di Paola Filippo Emanuele Isaia (Vienna, 6 luglio 1752 – Vienna, 17 febbraio 1754);
- Leopoldina Maria Anna Francesca di Paola Adelgonda (Vienna, 30 gennaio 1754 – Francoforte, 16 ottobre 1823), sposò a Felsberg il 1º settembre 1771 Carlo Emanuele, Langravio d'Assia-Rheinfels-Rotenburg,[4] ed ebbe figli (incluso Vittorio Amedeo, Langravio d'Assia-Rotenburg);
- Maria Antonia Aloisia Walburga Mecthilde (Vienna, 14 marzo 1756 – Vienna, 1º dicembre 1821), divenne suora;
- Francesco di Paola Giuseppe (Vienna, 19 maggio 1758 – Vienna, 15 agosto 1760);
- Luigi I, Principe di Liechtenstein (1759–1805);
- Giovanni I Giuseppe, Principe di Liechtenstein (1760–1836);
- Filippo Giuseppe Aloisio Martiniano (Vienna, 2 luglio 1762 – Vienna, 18 maggio 1802), celibe e senza figli;
- Maria Giuseppa Ermenegilda (Vienna, 13 aprile 1768 – Hütteldorf, 8 agosto 1845), sposò a Vienna il 15 settembre 1783 Nikolaus 7te Fürst Esterházy von Galántha (Vienna, 12 dicembre 1765 – Como, 24 novembre 1833),[5] ebbe figli.

## Ascendenza
|                                                   |                                             |                                                   | Genitori                                              |  |  | Nonni |  |  | Bisnonni                       |  |  | Trisnonni                   |  |
|                                                   |                                             |                                                   |                                                       |  |  |       |  |  | Hartmann III del Liechtenstein |  |  | Gundacaro del Liechtenstein |  |
|                                                   |                                             |                                                   |                                                       |  |  |       |  |  | Hartmann III del Liechtenstein |  |  | Gundacaro del Liechtenstein |  |
|                                                   |                                             | Agnese della Frisia orientale                     |                                                       |  |  |       |  |  | Hartmann III del Liechtenstein |  |  |                             |  |
| Filippo Erasmo del Liechtenstein                  |                                             |                                                   |                                                       |  |  |       |  |  | Hartmann III del Liechtenstein |  |  |                             |  |
|                                                   |                                             | Sidonia Elisabetta di Salm-Reifferscheidt         | Ernesto Federico di Salm-Reifferscheidt               |  |  |       |  |  |                                |  |  |                             |  |
|                                                   |                                             | Sidonia Elisabetta di Salm-Reifferscheidt         | Ernesto Federico di Salm-Reifferscheidt               |  |  |       |  |  |                                |  |  |                             |  |
|                                                   |                                             | Sidonia Elisabetta di Salm-Reifferscheidt         | Maria Ursula di Leiningen-Dagsburg-Falkenburg         |  |  |       |  |  |                                |  |  |                             |  |
| Emanuele del Liechtenstein                        |                                             | Sidonia Elisabetta di Salm-Reifferscheidt         |                                                       |  |  |       |  |  |                                |  |  |                             |  |
|                                                   |                                             | Ferdinando Carlo di Löwenstein-Wertheim-Rochefort | Giovanni Teodoro di Löwenstein-Wertheim-Rochefort     |  |  |       |  |  |                                |  |  |                             |  |
|                                                   |                                             | Ferdinando Carlo di Löwenstein-Wertheim-Rochefort | Giovanni Teodoro di Löwenstein-Wertheim-Rochefort     |  |  |       |  |  |                                |  |  |                             |  |
|                                                   |                                             | Ferdinando Carlo di Löwenstein-Wertheim-Rochefort | Giuseppina de La Marck                                |  |  |       |  |  |                                |  |  |                             |  |
| Cristina di Löwenstein-Wertheim-Rochefort         |                                             | Ferdinando Carlo di Löwenstein-Wertheim-Rochefort |                                                       |  |  |       |  |  |                                |  |  |                             |  |
|                                                   |                                             | Anna Maria di Fürstenberg                         | Egon VIII di Fürstenberg-Heiligenberg                 |  |  |       |  |  |                                |  |  |                             |  |
|                                                   |                                             | Anna Maria di Fürstenberg                         | Egon VIII di Fürstenberg-Heiligenberg                 |  |  |       |  |  |                                |  |  |                             |  |
|                                                   |                                             | Anna Maria di Fürstenberg                         | Anna Maria di Hohenzollern-Hechingen                  |  |  |       |  |  |                                |  |  |                             |  |
| Francesco Giuseppe I del Liechtenstein            |                                             | Anna Maria di Fürstenberg                         |                                                       |  |  |       |  |  |                                |  |  |                             |  |
|                                                   | Francesco Adamo di Dietrichstein-Hollenburg | Sigismondo Ludovico di Dietrichstein-Hollenburg   |                                                       |  |  |       |  |  |                                |  |  |                             |  |
|                                                   | Francesco Adamo di Dietrichstein-Hollenburg | Sigismondo Ludovico di Dietrichstein-Hollenburg   |                                                       |  |  |       |  |  |                                |  |  |                             |  |
|                                                   | Francesco Adamo di Dietrichstein-Hollenburg | Anna Maria di Meggau                              |                                                       |  |  |       |  |  |                                |  |  |                             |  |
| Carlo Ludovico di Dietrichstein                   | Francesco Adamo di Dietrichstein-Hollenburg |                                                   |                                                       |  |  |       |  |  |                                |  |  |                             |  |
|                                                   |                                             | Maria Cecilia di Trauttmansdorff                  | Giorgio Cristoforo di Trauttmansdorff                 |  |  |       |  |  |                                |  |  |                             |  |
|                                                   |                                             | Maria Cecilia di Trauttmansdorff                  | Giorgio Cristoforo di Trauttmansdorff                 |  |  |       |  |  |                                |  |  |                             |  |
|                                                   |                                             | Maria Cecilia di Trauttmansdorff                  | Maria Rosalia di Rindsmaul                            |  |  |       |  |  |                                |  |  |                             |  |
| Maria Anna Antonia di Dietrichstein-Weichselstädt |                                             | Maria Cecilia di Trauttmansdorff                  |                                                       |  |  |       |  |  |                                |  |  |                             |  |
|                                                   |                                             | Giorgio Sigismondo di Trauttmansdorff             | Giovanni Massimiliano di Trauttmansdorff-Gleichenberg |  |  |       |  |  |                                |  |  |                             |  |
|                                                   |                                             | Giorgio Sigismondo di Trauttmansdorff             | Giovanni Massimiliano di Trauttmansdorff-Gleichenberg |  |  |       |  |  |                                |  |  |                             |  |
|                                                   |                                             | Giorgio Sigismondo di Trauttmansdorff             | Mária Sofia Pálffy von Erdöd                          |  |  |       |  |  |                                |  |  |                             |  |
| Maria Teresa Anna di Trauttmansdorff              |                                             | Giorgio Sigismondo di Trauttmansdorff             |                                                       |  |  |       |  |  |                                |  |  |                             |  |
|                                                   |                                             | Renata di Wildenstein                             | Giovanni Francesco di Wildenstein                     |  |  |       |  |  |                                |  |  |                             |  |
|                                                   |                                             | Renata di Wildenstein                             | Giovanni Francesco di Wildenstein                     |  |  |       |  |  |                                |  |  |                             |  |
|                                                   |                                             | Renata di Wildenstein                             | Barbara Costanza Scheidt di Leitersdorf               |  |  |       |  |  |                                |  |  |                             |  |
|                                                   |                                             | Renata di Wildenstein                             |                                                       |  |  |       |  |  |                                |  |  |                             |  |